# Menneus tetragnathoides
Menneus tetragnathoides är en spindelart som beskrevs av Simon 1876. Menneus tetragnathoides ingår i släktet Menneus och familjen Deinopidae.
Artens utbredningsområde är Kongo. Inga underarter finns listade i Catalogue of Life.